# 6298-ма база зберігання майна (Україна)
6298-ма база зберігання майна (6298 БЗМ, в/ч А2013) — військова частина Збройних сил України, яка існувала у 1992—1997 роках. Належала до Північного оперативно-територіального командування Збройних Сил України. Створена на базі 41-ї гвардійської танкової дивізії. На ній зберігалась техніка та озброєння у випадку мобілізації для розгортання дивізії.

## Історія
З 1 вересня 1990 року 41-ша гвардійська танкова дивізія була переформована в 6298-му гвардійську Корсунсько-Дунайську ордена Суворова базу зберігання майна, штат 10/611-51, чисельністю 227 військовослужбовців (офіцерів — 56). Загальновійськові номери і умовні найменування, що належать частинам дивізії, на мирний час анульовані встановленим порядком.
Всього за післявоєнні роки у трудову сім'ю черкащан влилося близько дев'яти тисяч колишніх військовослужбовців дивізії. Багато хто з них прийшов на прощання з бойовим прапором.
Цікаво, що танки дивізії були передані на 5193 БЗОТ в Умань, а в Черкасах залишились в основному трохи більше 40 КШМ на базі БТР.
Згідно директиви ГШ ЗС України № 115/1/0804 від 7.10.93 р. 6298-ма гвардійська Корсунсько-Дунайська ордена Суворова база зберігання майна, в/ч 43128 перейменована в 6298-му базу зберігання майна, в/ч А-2013.
З 1 вересня 1997 року 6298 база зберігання майна, в/ч А-2013 розформована, техніка, озброєння і майно передані згідно нарядів Міністерства Оборони України та Північного оперативного командування в інші частини. Документи з сроком зберігання понад 10 років передані до архіву Міністерства Оборони України в м. Київ. Бойовий прапор 41-ї гвардійської танкової Корсуньсько-Дунайської ордена Суворова дивізії виставлено в Національному музеї історії України у Другій світовій війні м. Київ.